# Titularbistum Saetabis
Saetabis ist ein Titularbistum der römisch-katholischen Kirche.
Es geht zurück auf einen untergegangenen Bischofssitz in der heutigen Stadt Xàtiva. Der Bischofssitz war der Kirchenprovinz Toledo zugeordnet.
| Titularbischöfe von Saetabis |                                 |                                                         |                  |                 |
| Nr.                          | Name                            | Amt                                                     | von              | bis             |
| 1                            | Paul-Pierre-Marie-Joseph Pinier | emeritierter Bischof von Constantine-Hippone (Algerien) | 31. Januar 1970  | 5. Januar 1971  |
| 2                            | László Kádár OCist              | Weihbischof in Veszprém (Ungarn)                        | 8. Februar 1972  | 7. Januar 1975  |
| 3                            | Antônio Celso Queiroz           | Weihbischof in São Paulo (Brasilien)                    | 10. Oktober 1975 | 9. Februar 2000 |
| 4                            | Joaquín Mariano Sucunza         | Weihbischof in Buenos Aires (Argentinien)               | 22. Juli 2000    |                 |